# Mistrzostwa świata w szybownictwie
Mistrzostwa świata w szybownictwie rozegrane zostały po raz pierwszy w 1937 w Wasserkuppe, Niemcy. Organizacją mistrzostw zajmuje się Międzynarodowa Federacja Lotnicza (FAI).
Ponieważ szybownictwo nie jest obecnie sportem olimpijskim, mistrzostwa świata FAI są najwyższym szczeblem współzawodnictwa w tym sporcie.
Szybownictwo było sportem demonstracyjnym w czasie letnich Igrzysk Olimpijskich w 1936 r. (przelot nad Alpami Hermana Schreibera). W planowanych na 1940 rok Igrzyskach w Helsinkach szybownictwo miało być jedną z konkurencji, po wojnie już nie wrócono do tego planu.
Mistrzostwa obecnie odbywają się (w większości kategorii) co dwa lata. Ponieważ liczba klas wzrosła, nie jest już praktycznie możliwe rozgrywanie mistrzostw we wszystkich klasach w jednym miejscu i czasie. Obecnie (2012) rozgrywane są mistrzostwa świata:
- w klasach 15 m, 18 m i otwartej (co 2 lata)
- w klasach Klub, Standard i Światowej (co 2 lata)
- w wyścigach szybowcowych (Grand Prix) (co 2 lata, od 2005)
- w akrobacji w klasach Advanced i Unlimited (co 2 lata, od 1985)
- kobiet w klasach Klub, Standard i 15 m (co 2 lata)
- juniorów w klasach Klub i Standard (co 2 lata)

Zawody (międzynarodowe) w akrobacji szybowcowej organizowane są przez Komisję Akrobatyczną FAI („Commission Internationale de Voltige Aerienne” – CIVA), ta sama komisja organizuje też zawody w akrobacji samolotów silnikowych. Pozostałe (międzynarodowe) zawody organizowane są przez Komisję Szybowcową FAI („International Gliding Commission” – IGC).
Ponieważ najlepsze warunki do lotów występują latem, w przypadku organizacji zawodów na Półkuli Południowej z reguły termin zawodów przesuwa się o około 6 miesięcy.
Inaczej niż w większości sportów, kobiety mogą (i to robią) startować w tych samych konkurencjach co mężczyźni, konkurując z nimi na tych samych zasadach. Organizowane są jednak w niektórych konkurencjach (dodatkowo, osobno i niezależnie) mistrzostwa świata kobiet dla lepszej popularyzacji sportu.
Zawody w różnych klasach mają charakter „czystego” współzawodnictwa pilotów (klasa światowa, ujednolicony sprzęt) lub – w różnych proporcjach – mieszanki współzawodnictwa pilotów i maszyn (np. w klasie otwartej). W klasie światowej wszyscy współzawodnicy startują na monotypie PW-5, z jednakową (wyrównywanie różnic wag pilotów balastem) masą. W klasie np. otwartej zachodzi dodatkowo porównywanie w praktyce najnowszych, bardzo drogich i egzotycznych (nieraz wyprodukowane jedynie pojedyncze egzemplarze, dostosowane na etapie projektowania do indywidualnych potrzeb pilotów) szybowców. W chwili obecnej (2012) w klasie otwartej z punktu widzenia techniki jesteśmy np. świadkami zakwestionowania długoletniego trendu dążenia do maksymalnej rozpiętości skrzydeł (dochodzącej poprzednio do 30 m, co obecnie wydaje się stanowić granicę możliwości technicznych dla tej klasy) – w mistrzostwach w 2012 bardzo dobre wyniki osiągnęli piloci używający najnowszych południowoafrykańskich szybowców JS-1 o rozpiętości „tylko” 21 m. Technika budowy szybowców na potrzeby zawodów stanowi aktualny szczyt osiągnięć w praktycznych konstrukcjach lotniczych mających na celu maksymalną ekonomię lotu – najnowsze konstrukcję samolotów pasażerskich (np. Boeing Dreamliner) używają rozwiązań używanych wcześniej rutynowo w wyczynowych konstrukcjach szybowcowych (jest to prawdopodobnie podobne do użycia rozwiązań powszechnych w konstrukcjach samochodów wyścigowych do „codziennej” motoryzacji).
Do ciekawostek należy zaliczyć fakt, że w mistrzostwach świata w akrobacji szybowcowej w 2012 wszyscy piloci używali szybowców polskiej produkcji.

## Historia
| Lp. | Rok        | Miasto                 | Państwo           |
| --- | ---------- | ---------------------- | ----------------- |
| 1.  | 1937       | Wasserkuppe            | III Rzesza        |
| 2.  | 1948       | Samedan                | Szwajcaria        |
| 3.  | 1950       | Örebro                 | Szwecja           |
| 4.  | 1952       | Madryt                 | Hiszpania         |
| 5.  | 1954       | Camphill               | Wielka Brytania   |
| 6.  | 1956       | Saint Yan              | Francja           |
| 7.  | 1958       | Leszno                 | Polska            |
| 8.  | 1960       | Kolonia                | RFN               |
| 9.  | 1963       | Junín                  | Argentyna         |
| 10. | 1965       | South Cerney           | Wielka Brytania   |
| 11. | 1968       | Leszno                 | Polska            |
| 12. | 1970       | Marfa                  | Stany Zjednoczone |
| 13. | 1972       | Vršac                  | Jugosławia        |
| 14. | 1974       | Waikerie               | Australia         |
| 15. | 1976       | Räyskälä               | Finlandia         |
| 16. | 1978       | Chateauroux            | Francja           |
| 17. | 1981       | Paderborn              | RFN               |
| 18. | 1983       | Hobbs                  | Stany Zjednoczone |
| 19. | 1985       | Rieti                  | Włochy            |
| 20. | 1987       | Benalla                | Australia         |
| 21. | 1989       | Wiener Neustadt        | Austria           |
| 22. | 1991       | Uvalde                 | Stany Zjednoczone |
| 23. | 1993       | Borlänge               | Szwecja           |
| 24. | 1995       | Omarama                | Nowa Zelandia     |
| 25. | 1997       | Saint-Auban            | Francja           |
| 25. | 1997       | Inonu                  | Turcja            |
| 26. | 1999       | Bayreuth               | Niemcy            |
| 26. | 1999       | Leszno                 | Polska            |
| 27. | 2001       | Mafikeng               | Południowa Afryka |
| 27. | 2001       | Gawler                 | Australia         |
| 27. | 2001       | Lillo                  | Hiszpania         |
| 27. | 2002       | Musbach                | Niemcy            |
| 28. | 2003       | Leszno                 | Polska            |
| 28. | 2003       | Nitra                  | Słowacja          |
| 28. | 2004       | Elverum                | Norwegia          |
| 29. | 2006       | Eskilstuna             | Szwecja           |
| 29. | 2006       | Vinon-sur-Verdon       | Francja           |
| 30. | 2008       | Rieti                  | Włochy            |
| 30. | 2008       | Lüsse                  | Niemcy            |
| 31. | 2010       | Prievidza              | Słowacja          |
| 31. | 2010       | Segedyn                | Węgry             |
| 32. | 2012       | Uvalde                 | Stany Zjednoczone |
| 32. | 2012(2013) | Adolfo Gonzales Chaves | Argentyna         |
| 33. | 2014       | Räyskälä               | Finlandia         |
| 33. | 2014       | Leszno                 | Polska            |
| 34. | 2016       | Pociunai               | Litwa             |
| 34. | 2016(2017) | Benalla                | Australia         |
| 35. | 2018       | Ostrów Wielkopolski    | Polska            |
| 35. | 2018       | Hosin                  | Czechy            |

## Zwycięzcy, bez klasyfikacji kobiet, juniorów, Grand Prix i klasy 13,5 m
| Rok       | Klasa otwarta        | Klasa Standard       | Klasa Światowa  | Klasa Club      | Klasa 15 m        | Klasa 18 m          | Szybowce dwumiejscowe              | Akrobacja            |
| --------- | -------------------- | -------------------- | --------------- | --------------- | ----------------- | ------------------- | ---------------------------------- | -------------------- |
| 1937      | Heini Dittmar        |                      |                 |                 |                   |                     |                                    |                      |
| 1948      | Per-Axel Persson     |                      |                 |                 |                   |                     |                                    |                      |
| 1950      | Billy Nilsson        |                      |                 |                 |                   |                     |                                    |                      |
| 1952      | Philip Wills         |                      |                 |                 |                   |                     | Luis Juez Miguel Ara               |                      |
| 1954      | Gerard Pierre        |                      |                 |                 |                   |                     | Z.Rain B.Komac                     |                      |
| 1956      | Paul MacCready       |                      |                 |                 |                   |                     | Nick Goodhart Frank Foster         |                      |
| 1958      | Ernst Haase          | Adam Witek           |                 |                 |                   |                     |                                    |                      |
| 1960      | Rodolfo Hossinger    | Heinz Huth           |                 |                 |                   |                     |                                    |                      |
| 1963      | Edward Makula        | Heinz Huth           |                 |                 |                   |                     |                                    |                      |
| 1965      | Jan Wróblewski       | François-Louis Henry |                 |                 |                   |                     |                                    |                      |
| 1968      | Haro Wodl            | Andrew J.Smith       |                 |                 |                   |                     |                                    |                      |
| 1970      | George Moffat        | Helmut Riechmann     |                 |                 |                   |                     |                                    |                      |
| 1972      | Göran Ax             | Jan Wróblewski       |                 |                 |                   |                     |                                    |                      |
| 1974      | George Moffat        | Helmut Riechmann     |                 |                 |                   |                     |                                    |                      |
| 1976      | George Lee           | Ingo Renner          |                 |                 |                   |                     |                                    |                      |
| 1978      | George Lee           | Baer Selen           |                 |                 | Helmut Reichmann  |                     |                                    |                      |
| 1981      | George Lee           | Marc Schroeder       |                 |                 | Göran Ax          |                     |                                    |                      |
| 1983      | Ingo Renner          | Styg Oye             |                 |                 | Kees Musters      |                     |                                    |                      |
| 1985      | Ingo Renner          | Leonardo Brigliadori |                 |                 | Doug Jacobs       |                     |                                    | Jerzy Makula         |
| 1987      | Ingo Renner          | Markku Kuittinen     |                 |                 | Brian Spreckley   |                     |                                    | Jerzy Makula         |
| 1989      | Jean-Claude Lopitaux | Jacques Aboulin      |                 |                 | Bruno Gantenbrink |                     |                                    | Jerzy Makula         |
| 1991      | Janusz Centka        | Baer Selen           |                 |                 | Brad Edwards      |                     |                                    | Jerzy Makula         |
| 1993      | Janusz Centka        | Andrew Davis         |                 |                 | Gilbert Gerbaud   |                     |                                    | Jerzy Makula         |
| 1995      | Ray Lynskey          | Markku Kuittinen     |                 |                 | Eric Napoleon     |                     |                                    | Michaił Mamistow     |
| 1997      | Gerard Lherm         | Jean-Marc Caillard   | Frederic Hoyeau |                 | Werner Meuser     |                     |                                    | Michaił Mamistow     |
| 1999      | Holger Karow         | Jean-Marc Caillard   | Frederic Hoyeau |                 | Giorgio Galetto   |                     |                                    | Jerzy Makula         |
| 2001      | Oscar Goudriaan      | Laurent Aboulin      | Olivier Darroze | Peter Masson    | Werner Meuser     | Stephen Jones       |                                    | Aleksandr Panfierow  |
| 2002      |                      |                      |                 | Tomas Suchanek  |                   |                     |                                    |                      |
| 2003      | Holger Karow         | Andrew Davis         | Sebastian Kawa  | Sebastian Kawa  | John Coutts       | Wolfgang Janowitsch |                                    | Ferenc Tóth          |
| 2005      |                      |                      |                 |                 |                   |                     |                                    | Georgij Kaminski     |
| 2006      | Michael Sommer       | Leigh Wells          | Christophe Ruch | Sebastian Kawa  | Janusz Centka     | Phil Jones          |                                    |                      |
| 2007      |                      |                      |                 |                 |                   |                     |                                    | Georgij Kaminski     |
| 2008      | Michael Sommer       | Michael Buchthal     | Laurent Couture | Matthias Sturm  | György Gulyas     | Olivier Darroze     |                                    |                      |
| 2009      |                      |                      |                 |                 |                   |                     |                                    | Georgij Kaminski     |
| 2010      | Michael Sommer       | Sebastian Kawa       | Laurent Couture | Arndt Hovestadt | Stefano Ghiorzo   | Zbigniew Nieradka   |                                    |                      |
| 2011      |                      |                      |                 |                 |                   |                     |                                    | Jerzy Makula         |
| 2012/2013 | Laurent Aboulin      | Sebastian Kawa       | Sebastian Riera | Santiago Berca  | Sebastian Kawa    | Zbigniew Nieradka   |                                    | Maciej Pospieszyński |
| 2014      | Michael Sommer       | Bert Schmelzer       |                 | Eric Bernard    | Sebastian Kawa    | Karol Staryszak     | Stephern Jones Howard Jones        |                      |
| 2015      |                      |                      |                 |                 |                   |                     |                                    |                      |
| 2016/2017 | Russell A. Cheetham  | Louis Bouderlique    |                 | Jan Rothhard    | Sebastian Kawa    | Killian Walbrou     | Julien Duboc Laurent Aboulin       |                      |
| 2018      | Michael Sommer       | Sjaak Selen          |                 | Rasmus Ørskov   | Sebastian Kawa    | Wolfgang Janowitsch | Christoph Matkowski Sebastian Kawa |                      |

## Zestawienie sumaryczne zwycięzców w historii Mistrzostw
- Najwięcej indywidualnych tytułów mistrzowskich, sumarycznie

| Kraj            |                 | Liczba tytułów |
| --------------- | --------------- | -------------- |
| Niemcy          | Niemcy          | 36             |
| Francja         | Francja         | 32             |
| Polska          | Polska          | 25             |
| Wielka Brytania | Wielka Brytania | 22             |

- Najwięcej tytułów mistrzowskich, indywidualnie

| Zawodnik         | Kraj            |                 | Liczba tytułów |
| ---------------- | --------------- | --------------- | -------------- |
| Sebastian Kawa   | Polska          | Polska          | 18             |
| Ingo Renner      | Australia       | Australia       | 4              |
| George Lee       | Wielka Brytania | Wielka Brytania | 3              |
| Helmut Reichmann | Niemcy          | Niemcy          | 3              |
| Janusz Centka    | Polska          | Polska          | 3              |
| Michael Sommer   | Niemcy          | Niemcy          | 5              |

(W powyższych zestawieniach nie wzięto pod uwagę mistrzostw w akrobacji szybowcowej.)
- Krotni mistrzowie akrobacji

| Zawodnik         | Kraj   |        | Liczba tytułów |
| ---------------- | ------ | ------ | -------------- |
| Jerzy Makula     | Polska | Polska | 7              |
| Georgi Kaminski  | Rosja  | Rosja  | 3              |
| Michail Mamistow | Rosja  | Rosja  | 5              |